# أسطورة النظام الأمومي القديم (كتاب)
أسطورة النظام الأمومي القديم: لماذا لن يعطي الماضي المبتدع مستقبلًا للمرأة كتاب صدر عام 2000 لمؤلفته سينثيا إيلر، ويهدف لتفكيك نظرية النظام الأمومي القديم. وتقول الكاتبة أن هذه الفرضية نشأت في دراسات القرن التاسع عشر وتبنتهاالموجة الثانية من الحركة النسوية في السبعينيات اتباعًا للكاتبة الأمريكية ماريجا جيمبوتاس . إيلر أستاذة متقاعدة حاليًا للدراسات الدينية في جامعة كليرمونت للدراسات العليا، تقول في كتابها أن هذه النظرية خاطئة، وأن الدفاع المستمر المستميت عنها سيضر بالأجندة النسوية.

## الأُطرُوحَة
شرعت إلير في دحض ما تصفه بنظام الأمومية النسوية باعتبارها "كذبة لرفع شأن المرأة". 
تجادل المؤلفة بأن علم الآثار النسوي الذي روجته ماريا جيمبوتاس كان له دور كبير في بناء أسطورة النظام الأمومي القديم في أواخر القرن العشرين. وتتساءل إن كانت النتائج الأثرية التي توصلت إليها جيمبوتاس تدعم بشكل كافٍ الادعاء بأن هذه المجتمعات كان يحكمها نظام أمومي أو أمومية من أسر تحكمها المرأة. وتقول أننا لا نعرف أي ثقافات يتم فيها تجاهل الأبوة وأن المكانة المقدسة للآلهة لا تزيد تلقائيًا من الوضع الاجتماعي للإناث. وتخلص إلير إلى أن ابتداع عصور قديمة عاش فيها النساء والرجال في وئام ومساواة "هو عبء لا تحتاج النسويات إلى تحمله، ولا ينبغي لهن أن يتحملنه". ومن وجهة نظرها، فإن "الأسطورة الأمومية" تشوه الحركة النسوية من خلال تركها عرضة لاتهامات "بالفراغ وعدم الأهمية التي لا يمكننا تحملها أمام المحكمة".

## نقد
انتقد مؤرخ الحركة النسوية ماكس داشو كتاب إيلر بسبب "سوء توصيفها" لنظريات جيمبوتاس وغيرها من علماء الأنثروبولوجيا الرئيسيين، ووصفهم بأنهم يتبنون "النظام الأمومي" على الرغم من رفض معظم هؤلاء العلماء لأفكار النظام الأمومي (حكم الإناث) لصالح أسرة مرتكزة على الأم أو مجتمعات أمومية. كتب داشو أن إلير "لا تميز بين الدراسات العلمية في مجموعة واسعة من المجالات والتعبيرات عن حركة الربة المزدهرة، بما في ذلك الروايات والجولات المصحوبة بمرشدين والمؤسسات التي يحركها السوق. [إيلر بسذاجة] دمجت كل ذلك في "أسطورة" واحدة متجانسة خالية من أي أساس تاريخي." 

## الطبعات
- أسطورة ما قبل التاريخ الأمومي: لماذا لن يمنح الماضي المخترع المرأة المستقبل ، منارة الصحافة (2000)،(ردمك 978-0-8070-6792-5) .

## روابط خارجية
- الموقع الرسمي للمؤلفة
- "هدم دمى القش" - نقد بقلم ماكس داشو
- القرابة البشرية المبكرة كانت أمومية، بقلم كريس نايت.
- مارلر، جوان. أسطورة النظام الأبوي العالمي: استجابة نقدية لأسطورة سينثيا إيلر حول عصور ما قبل التاريخ الأمومي. اللاهوت النسوي، المجلد. 14، رقم 2، 163-187 (2006) ( نسخة 2003 )